# Ethik in der Medizin
Die Ethik in der Medizin ist eine deutsche Fachzeitschrift. Sie erscheint seit 1989 als  Organ der Akademie für Ethik in der Medizin vierteljährlich im Springer-Verlag. 
Sie enthält Beiträge, Übersichtsarbeiten, Grundsatz- und Sammelreferate zu Schwerpunktthemen, Kasuistiken, Diskussionsbeiträge aus dem Bereich der medizinischen Alltagsethik,  Informationen und Rezensionen.